# Ravshanbek Qurbonov
Ravshanbek Davletovich Qurbonov (kyrillisch Равшанбек Давлетович Қурбонов; * 5. Dezember 1947 in Xiva) ist ein usbekischer Arzt und Politiker, Abgeordneter der Oliy Majlis des I. und II. Volkskongresses, Senator des Oliy Majlis der Republik Usbekistan des IV. Volkskongresses. Im Jahr 2017 wurde er zum Akademiker der Akademie der Wissenschaften der Republik Usbekistan ernannt. Im Jahr 2016 erhielt er den Titel Held Usbekistans.

## Leben
Nach Abschluss der Mittelschule mit einer goldenen Medaille wurde er im Jahr 1966 am Medizinischen Institut Samarkand immatrikuliert, das er im Jahr 1972 mit Auszeichnung abschloss. Von 1972 bis 1976 arbeitete er als Allgemeinmediziner in Xiva. Unter der Leitung von Professor N. A. Mazur und Akademiker E. I. Chazov absolvierte er seine klinische Residenz, Doktoranden- und Postdoktorandenzeit am Wissenschaftlichen Zentrum für Kardiologie. Im Jahr 1981 verteidigte er seine Doktorarbeit und im Jahr 1987 seine Habilitationsschrift zur Diagnose und Behandlung von ventrikulären Herzrhythmusstörungen.
Im Jahr 1981 gründete und leitete Qurbonov im Institut für Kardiologie ein neues Fachgebiet – die Arrhythmologie (ein Abschnitt der Kardiologie, dessen Gegenstand die Untersuchung und Behandlung von Herzrhythmusstörungen ist). Es wurde ein Arrhythmie-Labor eingerichtet und die fortschrittlichsten Diagnoseverfahren, wie 24-Stunden-EKG-Überwachung, Belastungstests und transösophageale Elektrokardio-Stimulation, wurden implementiert. Zudem wurde Allapinin erforscht und in die klinische Praxis eingeführt. Diese revolutionäre Entwicklung in der Behandlung von Herzrhythmusstörungen rettete das Leben vieler tausender Patienten in Usbekistan und den Ländern der Eurasischen Wirtschaftsunion. Es wurden Studien über Acelesin, Ecdisten, Kavergal, Aksaritmin und andere Medikamente durchgeführt.
Im Jahr 1997 wurde Qurbonov der Leiter des Republikanischen Instituts für Kardiologie, das unter seiner Führung bis 2003 zu einem der besten medizinischen Institute des Landes wurde und in das Republikanische Spezialzentrum für Kardiologie umgewandelt wurde. Das wissenschaftliche Potenzial des Instituts für Kardiologie wurde mit der klinischen Praxis im Zentrum verbunden. Im Rahmen des Zentrums wurden erstmals in der Republik spezialisierte kardiologische wissenschaftlich-praktische Abteilungen sowie ein mobiler kardiologischer wissenschaftlich-produktiver Komplex eingerichtet. Unter seiner Leitung wurde ein einheitliches kardiologisches Dienstleistungssystem geschaffen, das in der Lage ist, die komplexesten Aufgaben im Zusammenhang mit der Diagnose, Prävention und Behandlung von kardiovaskulären Erkrankungen zu bewältigen.
Im Rahmen des Zentrums wurden erstmals in der Republik neun spezialisierte kardiologische Abteilungen für die wichtigsten kardiologischen Bereiche und drei hochtechnologische Abteilungen für interventionelle Arrhythmologie, Röntgenendovaskuläre Chirurgie und Herzchirurgie eingerichtet, in denen das gesamte Spektrum moderner operativer Eingriffe beherrscht wurde.
Die Ergebnisse der langjährigen Forschung des Kardiologiezentrums unter der Leitung von Kurbanov auf dem Gebiet der Prävention von Herz-Kreislauf-Erkrankungen und der Entwicklung von Behandlungstaktiken für das akute Koronarsyndrom führten zur Modernisierung der medizinischen Versorgung, zur Erhöhung der Thrombolyseabdeckung von über 50 % bei Patienten mit Myokardinfarkt und jährlichen Zuwachsraten bei der Erkennung von Patienten mit Bluthochdruck und kardiovaskulären Risikofaktoren um 3–4 %. In verschiedenen Jahren bekleidete er Positionen wie den Chefarzt des Gesundheitsministeriums Usbekistans (1988–1992), Organisator und Rektor des Urgench-Filialen des 1. Tashkent Medical Institute (1992–1995) und seit 1995 der leitende Kardiologe des Gesundheitsministeriums. Direktor des Forschungsinstituts für Kardiologie des Gesundheitsministeriums der Republik Usbekistan.
Von 1994 bis 2004 war er Abgeordneter des Oliy Majlis der I. und II. Legislaturperiode. Von 2005 bis 2009 war er Abgeordneter des Kengash der Volksdeputierten von Taschkent. Seit 2020 ist er Abgeordneter des Senats des Oliy Majlis von Usbekistan und arbeitet im Verteidigungs- und Sicherheitsausschuss des Senats.

## Wissenschaftliche Tätigkeit
Ravshanbek Qurbonov ist Autor von über 500 Artikeln, 30 Erfindungen und 12 Monografien:
- „Myokardinfarkt: Prognose des Lebens“
- „Vorhofflimmern“
- „Handbuch der Kardiologie“
- „Handbuch der ventrikulären Arrhythmien“
- „Arterielle Hypertonie“
- „Ventricular Arrhythmias“ (Englisch).

Unter seiner Führung wurde eine Kardiologenschule Usbekistans gegründet, deren Grundlage 14 Ärzte und 28 Wissenschaftskandidaten waren, die in den Hauptbereichen der Kardiologie ausgebildet wurden und über hohe Autorität verfügen.

## Auszeichnungen
- „Verdienter Doktor Usbekistans“
- „Geehrter Gesundheitshelfer Usbekistans“ (1997)
- Preisträger des Staatspreises der Republik Usbekistan, erster Abschluss im Bereich Wissenschaft und Technologie (2007)[5]
- Auftrag „Fidokorona hizmatlari uchun“ (2010)
- „Held Usbekistans“ (2016)